# لاريسا ويلسون
لاريسا هوبي ويلسون (بالإنجليزية: Larissa Wilson)‏  ولدت في (5 مايو 1989), في غلوسترشير، إنجلترا, هي ممثلة البريطانية، ومثلة بدور جال فازر, في المسلسل التلفزيوني، بشرات (مسلسل).